# Lebak Goah
Lebak Goah is een bestuurslaag in het regentschap Tegal van de provincie Midden-Java, Indonesië. Lebak Goah telt 5303 inwoners (volkstelling 2010).